# Acrolyta mesochori
Acrolyta mesochori är en stekelart som beskrevs av William Harris Ashmead 1896. Acrolyta mesochori ingår i släktet Acrolyta och familjen brokparasitsteklar. Inga underarter finns listade i Catalogue of Life.